# Andrealphus
Na demonologia Pseudomonarchia Daemonum de Johann Weyer, Andrealphus aparece como o quinquagésimo quarto demónio e descrito como um Grande Marquês com a aparência de um pavão que levanta grandes ruídos e ensina a astúcia em astronomia, e quando está sob a forma humana, também ensina a geometria de uma forma perfeita. Ele também é descrito por ter sob seu comando, mais de trinta legiões e como ter a capacidade de transformar qualquer homem em um pássaro. 
Andrealphus também aparece como o sexagésimo quinto demônio no Goetia, onde ele é descrito com características semelhantes, mas também incluindo a capacidade de tornar os homens sutis em todas as coisas relativas à mensuração, entre outras coisas.

## Na cultura popular
Num vídeo game (de role-playing game), chamado In Nomine, Andrealphus é o Príncipe demónio da luxúria.